# Palác arménských arcibiskupů (Lvov)
Palác arménských arcibiskupů je administrativní a obytná budova, bývalá rezidence arménských arcibiskupů. Nachází se v historickém centru Lvova, na Arménské ulici, vpravo od Zvonice. V rámci komplexu staveb Arménské katedrály má status architektonické památky národního významu.

## Historie
Budova paláce arménských arcibiskupů byla postavena na konci 17. století na příkaz arcibiskupa Vartana Gunanjana. Jeho nástupce, arcibiskup Jakub Augustynovicz, po požáru v roce 1778 palác přestavěl a rozšířil. V roce 1802 provedl další rekonstrukci arcibiskup Jan Szimonovicz, který budovu opět rozšířil a vystavěl v ní kapli. Součástí paláce byla také knihovna, kancelář a archiv diecéze.
Do roku 1939 patřila budova paláce oficiálně ke kapitule Arménské katolické církve.

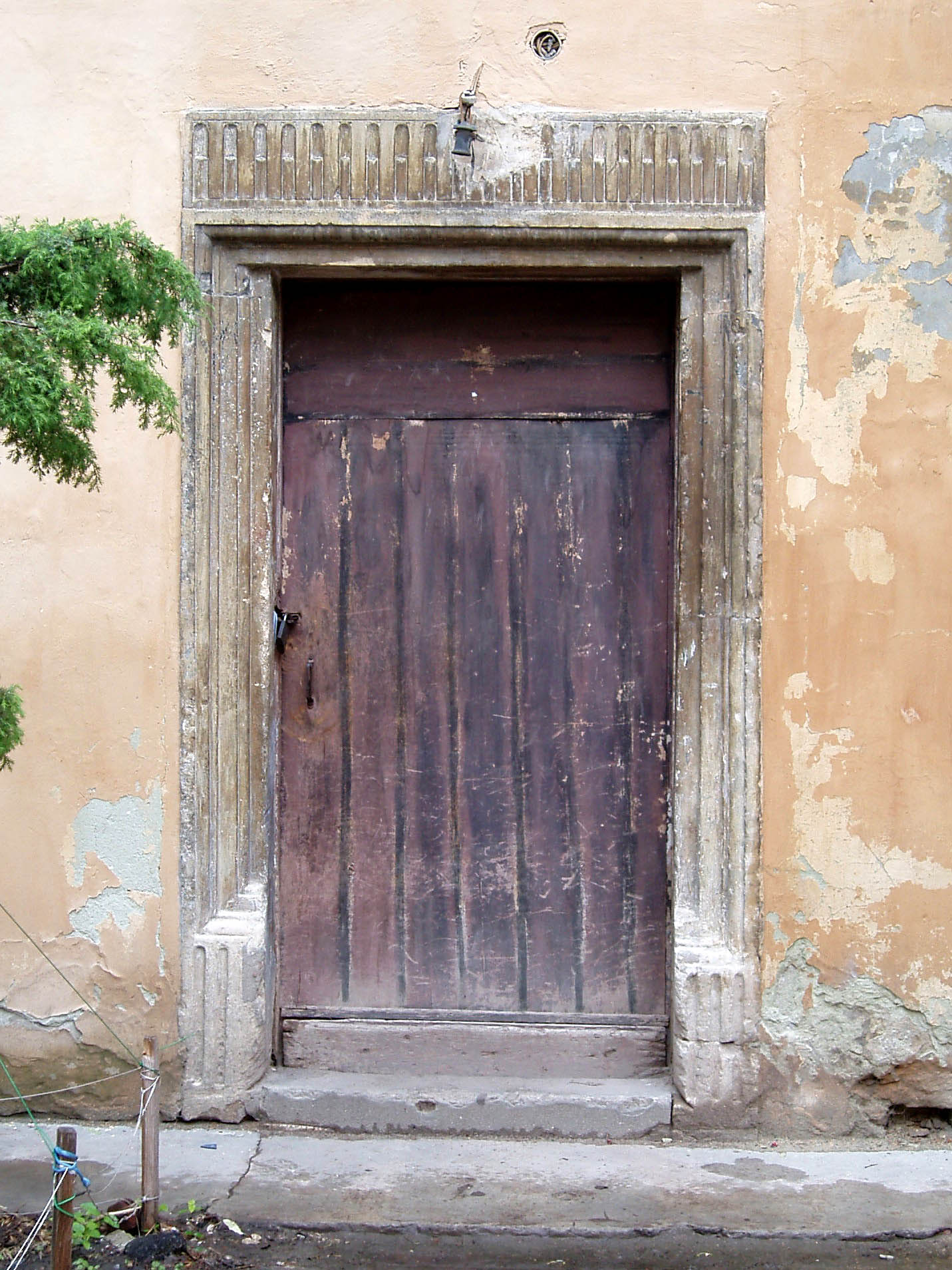
Boční vchod na Východní nádvoří

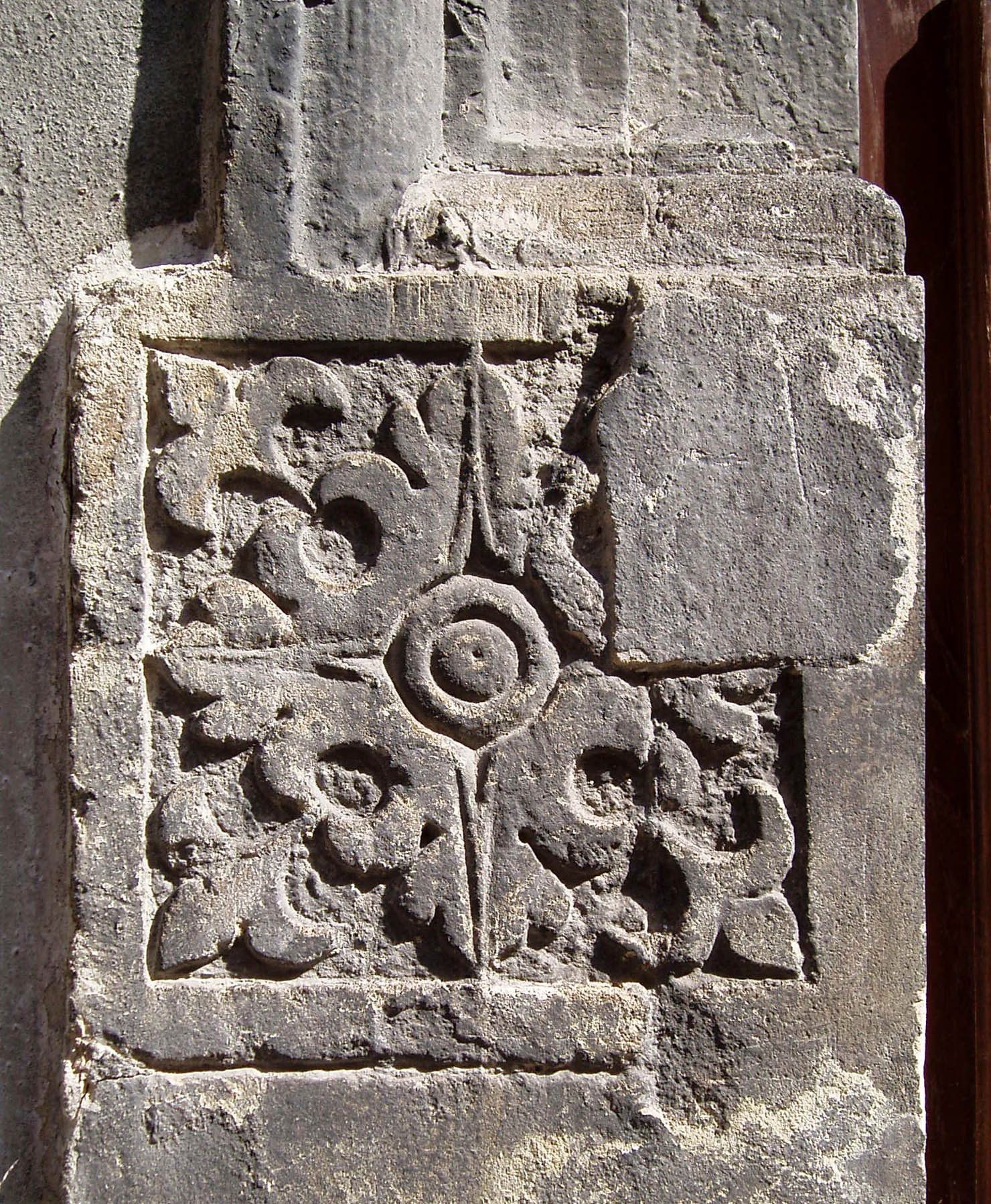
Detail ozdoby okna v přízemí

## Popis
Dům je zděný, omítnutý, půdorys je ve tvaru písmene L, na východní straně uzavírá Východní (Kryštofovo) nádvoří Arménské katedrály. Přední fasáda, směřující k Arménské ulici, je dvoupodlažní, se čtyřmi okny, zadní fasáda je třípodlažní, s dřevěnými verandami a krytým schodištěm. Přední fasáda je rozčleněna vodorovnými pásy a na úrovni druhého patra - svislými s prázdnými plochami mezi okny. Fasáda končí vlnitým štítem, v jehož tympanonu je reliéf s erbem arménských arcibiskupů.
Okna jsou pravoúhlá, v přízemí se částečně zachovala původní kamenná výzdoba oken, která se skládá z rovných nadokenních rámů s ozdobou pozdně gotických kamenných rozet se čtyřmi okvětními lístky, triglyfů a metopů, a vyřezávaných okenních rámů.
Na Východní nádvoří vede postranní vchod, kde se zachoval i původní portál zdobený svislými žlábky.